# Diaprepesilla djakonovi
Diaprepesilla djakonovi là một loài bướm đêm trong họ Geometridae.